# Fanlac
Cet article concerne une commune. Pour la maison d'édition, voir Éditions Fanlac.
Fanlac est une commune française située dans le département de la Dordogne, en région Nouvelle-Aquitaine.

## Géographie

### Généralités
Dans l'est du département de la Dordogne, en Périgord noir, à proximité de la forêt Barade, la commune de Fanlac est arrosée par le Thonac, un affluent de la Vézère. Ses habitants sont répartis entre le bourg et différentes fermes alentour.
Le bourg, à l'écart des routes principales, se situe, en distances orthodromiques, cinq kilomètres à l'ouest de Montignac-Lascaux et neuf kilomètres au sud de Thenon. Il a su conserver ses maisons typiques construites en pierres blondes. Les toits sont couverts de tuiles plates ou, sur certaines maisons, de lauzes. Bon nombre de maisons du bourg sont des résidences secondaires dont les volets commencent à s'ouvrir dès le printemps.
À quelques kilomètres, l'accès à la commune peut s'effectuer depuis la route départementale (RD) 31 (au nord-ouest), la RD 45 (au sud), RD 67 (au nord) ou la RD 706 (au sud-est).
Entre Plazac et Montignac-Lascaux, le territoire communal est traversé par le sentier de grande randonnée GR 36 sur plus de sept kilomètres, passant juste au sud du bourg et à proximité du château d'Auberoche.

### Communes limitrophes
Fanlac est limitrophe de six communes dont celle d'Auriac-du-Périgord au nord-est sur une trentaine de mètres, au lieu-dit les Quatre Bornes ; au sud-ouest, le territoire de Saint-Léon-sur-Vézère est limitrophe sur 500 mètres.
|                       | Bars   | Auriac-du-Périgord |
| Plazac                | Fanlac | Montignac-Lascaux  |
| Saint-Léon-sur-Vézère | Thonac |                    |

### Géologie et relief

#### Géologie
Situé sur la plaque nord du Bassin aquitain et bordé à son extrémité nord-est par une frange du Massif central, le département de la Dordogne présente une grande diversité géologique. Les terrains sont disposés en profondeur en strates régulières, témoins d'une sédimentation sur cette ancienne plate-forme marine. Le département peut ainsi être découpé sur le plan géologique en quatre gradins différenciés selon leur âge géologique. Fanlac est située dans le troisième gradin à partir du nord-est, un plateau formé de calcaires hétérogènes du Crétacé.
Les couches affleurantes sur le territoire communal sont constituées de formations superficielles du Quaternaire datant du Cénozoïque et de roches sédimentaires du Mésozoïque. La formation la plus ancienne, notée c3b-c, date du Coniacien moyen à supérieur, composée de calcaires bioclastiques grossiers et quartzeux jaunes à bryozoaires et gastéropodes, à niveaux gréseux (formation des Eyzies). La formation la plus récente, notée CFvs, fait partie des formations superficielles de type colluvions carbonatées de vallons secs : sable limoneux à débris calcaires et argile sableuse à débris. Le descriptif de ces couches est détaillé dans  les feuilles « no 783 - Thenon » et « no 784 - Terrasson » de la carte géologique au 1/50 000 de la France métropolitaine, et leurs notices associées,.

Carte géologique de Fanlac.

#### Relief et paysages
Le département de la Dordogne se présente comme un vaste plateau incliné du nord-est (491 m, à la forêt de Vieillecour dans le Nontronnais, à Saint-Pierre-de-Frugie) au sud-ouest (2 m à Lamothe-Montravel). L'altitude du territoire communal varie quant à elle entre 98 ou 99 m, au sud-est, en aval du lieu-dit le Moulin d'Auberoche, là où le Thonac reçoit son affluent le ruisseau d'Auberoche et quitte la commune pour entrer sur celle de Thonac, et 267 ou 269 m, au nord-est au lieu-dit les Quatre Bornes, en limite de trois autres communes, Bars, Auriac-du-Périgord et Montignac-Lascaux.
Dans le cadre de la Convention européenne du paysage entrée en vigueur en France le 1er juillet 2006, renforcée par la loi du 8 août 2016 pour la reconquête de la biodiversité, de la nature et des paysages, un atlas des paysages de la Dordogne a été élaboré sous maîtrise d’ouvrage de l’État et publié en octobre 2020. Les paysages du département s'organisent en huit unités paysagères et 14 sous-unités. La commune fait partie du Périgord noir, un paysage vallonné et forestier, qui ne s’ouvre que ponctuellement autour de vallées-couloirs et d’une multitude de clairières de toutes tailles. Il s'étend du nord de la Vézère au sud de la Dordogne (en amont de Lalinde) et est riche d’un patrimoine exceptionnel.
La superficie cadastrale de la commune publiée par l'Insee, qui sert de référence dans toutes les statistiques, est de 14,37 km2,. La superficie géographique, issue de la BD Topo, composante du Référentiel à grande échelle produit par l'IGN, est quant à elle de 14,67 km2.

### Hydrographie

#### Réseau hydrographique
La commune est située dans le bassin de la Dordogne au sein du Bassin Adour-Garonne. Elle est drainée par le Thonac, le Passadour, le ruisseau d'Auberoche et par un petit cours d'eau, qui constituent un réseau hydrographique de neuf kilomètres de longueur totale,.
Le Thonac, d'une longueur totale de 11,5 km, prend sa source à Bars et se jette dans la Vézère en rive droite à Thonac, face à Sergeac,. Il traverse la commune du nord au sud sur quatre kilomètres.
Son affluent de rive droite le ruisseau d'Auberoche, appelé le Gué dans sa partie amont, prend sa source près du lieu-dit la Blaugie, dans le sud-ouest du territoire communal qu'il arrose en direction du sud-est sur près de trois kilomètres.
Le Passadour, affluent de rive gauche du ruisseau d'Auberoche, prend sa source près du lieu-dit Puy Durand, dans le nord de la commune dont il baigne le territoire sur près de deux kilomètres.

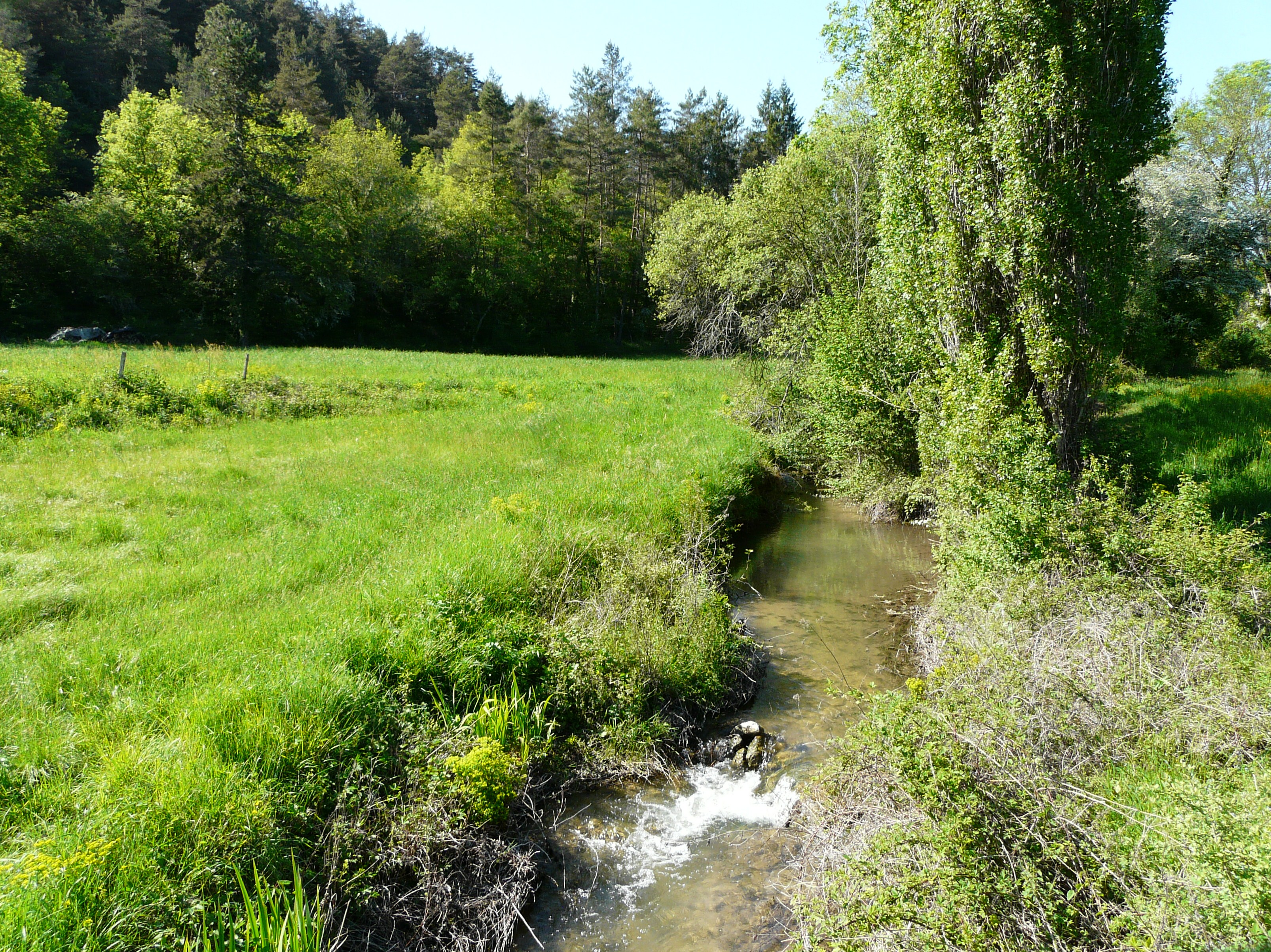
Le Thonac au pont de Fanlac.
Réseaux hydrographique et routier de Fanlac.

#### Gestion et qualité des eaux
Le territoire communal est couvert par le schéma d'aménagement et de gestion des eaux (SAGE) « Vézère-Corrèze ». Ce document de planification, dont le territoire regroupe les bassins versants de la Vézère et de la Corrèze, d'une superficie de 3 730 km2 est en cours d'élaboration. La structure porteuse de l'élaboration et de la mise en œuvre est le conseil départemental de la Corrèze. Il définit sur son territoire les objectifs généraux d’utilisation, de mise en valeur et de protection quantitative et qualitative des ressources en eau superficielle et souterraine, en respect des objectifs de qualité définis dans le troisième SDAGE  du Bassin Adour-Garonne qui couvre la période 2022-2027, approuvé le 10 mars 2022.
La qualité des eaux de baignade et des cours d’eau peut être consultée sur un site dédié géré par les agences de l’eau et l’Agence française pour la biodiversité.

### Climat
Pour des articles plus généraux, voir Climat de la Nouvelle-Aquitaine et Climat de la Dordogne.
Historiquement, la commune est exposée à un climat océanique aquitain.  
En 2020, Météo-France publie une typologie des climats de la France métropolitaine dans laquelle la commune est exposée à un climat océanique altéré et est dans la région climatique  Ouest et nord-ouest du Massif Central, caractérisée par une pluviométrie annuelle de 900 à 1 500 mm, maximale en automne et en hiver.
Pour la période 1971-2000, la température annuelle moyenne est de 12,6 °C, avec  une amplitude thermique annuelle de 14,7 °C. Le cumul annuel moyen de précipitations est de 946 mm, avec 12,4 jours de précipitations en janvier et 7,1 jours en juillet. Pour la période 1991-2020, la température moyenne annuelle observée sur la station météorologique la plus proche, située sur la commune de Thenon à 8 km à vol d'oiseau, est de 12,9 °C et le cumul annuel moyen de précipitations est de 907,1 mm,. Pour l'avenir, les paramètres climatiques de la commune estimés pour 2050 selon différents scénarios d’émission de gaz à effet de serre sont consultables sur un site dédié publié par Météo-France en novembre 2022.

## Urbanisme

### Typologie
Au 1er janvier 2024, Fanlac est catégorisée commune rurale à habitat très dispersé, selon la nouvelle grille communale de densité à 7 niveaux définie par l'Insee en 2022.
Elle est située hors unité urbaine et hors attraction des villes,.

### Occupation des sols
L'occupation des sols de la commune, telle qu'elle ressort de la base de données européenne d’occupation biophysique des sols Corine Land Cover (CLC), est marquée par l'importance des forêts et milieux semi-naturels (63 % en 2018), en diminution par rapport à 1990 (64,8 %). La répartition détaillée en 2018 est la suivante : 
forêts (63 %), zones agricoles hétérogènes (32,3 %), prairies (4,1 %), terres arables (0,6 %). L'évolution de l’occupation des sols de la commune et de ses infrastructures peut être observée sur les différentes représentations cartographiques du territoire : la carte de Cassini (XVIIIe siècle), la carte d'état-major (1820-1866) et les cartes ou photos aériennes de l'IGN pour la période actuelle (1950 à aujourd'hui).

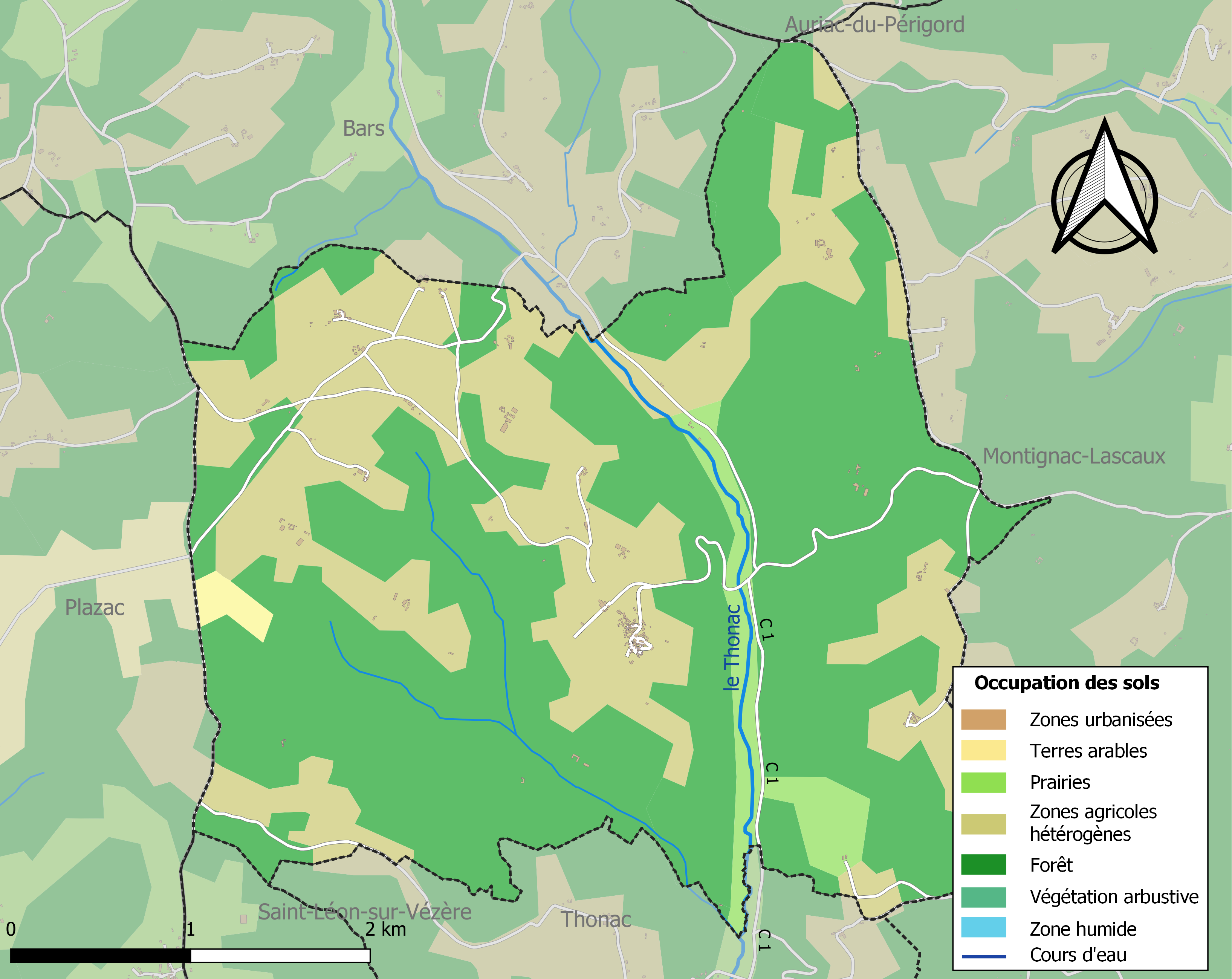
Carte des infrastructures et de l'occupation des sols de la commune en 2018 (CLC).

### Villages, hameaux et lieux-dits

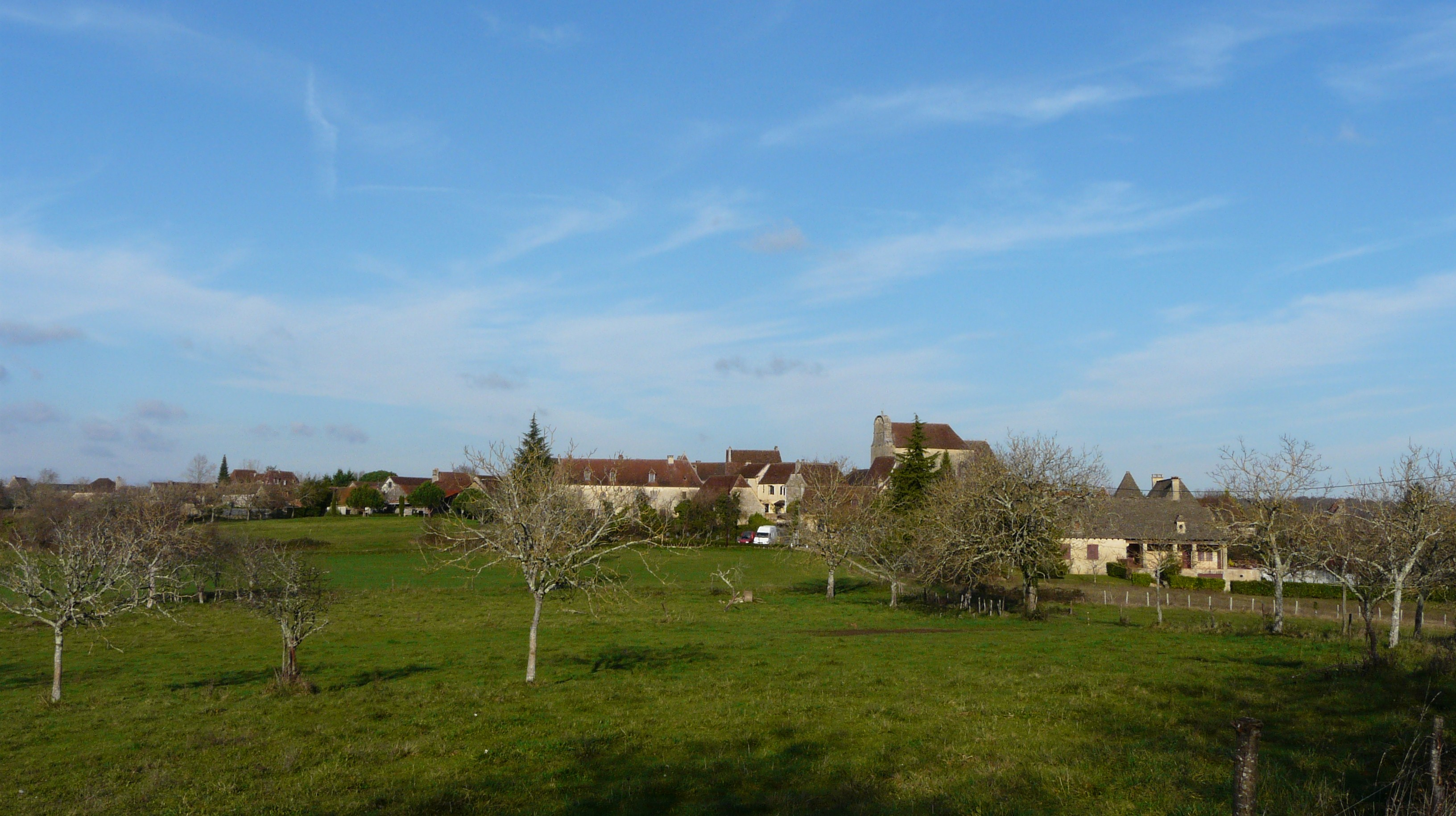
Le bourg de Fanlac vu depuis le sud-sud-ouest.

Outre le bourg de Fanlac proprement dit, la commune se compose d'autres villages ou hameaux, ainsi que de lieux-dits :
- Auberoche
- la Blanchonerie
- la Blaugie
- le Bois d'Amour
- les Bories
- le Bos-Gaillard
- la Brousse
- la Cadinerie
- le Caillou
- les Chanlettes
- le Chazal
- le Clauzet
- le Clos Verdeyron
- la Coudonnie
- la Croix du Couderc
- l'Espicerie
- la Férelie
- la Flore
- Fond Cinglar
- les Fontenilles
- la Galube
- les Garennes
- le Glaudou
- Hautes Vignes
- la Jaille
- Labat
- la Maison des Vignes
- le Moulin d'Auberoche
- la Négourdoucie
- l'Orsinie
- la Perrière
- la Petite Minotte
- le Peuch
- le Pigeonnier
- la Plante
- Puy-Durand
- les Quatre Bornes
- les Quatre Cendriers
- la Queyrie
- la Rolphie
- le Sablou
- le Trou de la Vieille
- Valmassingeas
- le Verdier
- la Veyssière.

### Prévention des risques
Le territoire de la commune de Fanlac est vulnérable à différents aléas naturels : météorologiques (tempête, orage, neige, grand froid, canicule ou sécheresse), feux de forêts, mouvements de terrains et séisme (sismicité très faible). Un site publié par le BRGM permet d'évaluer simplement et rapidement les risques d'un bien localisé soit par son adresse soit par le numéro de sa parcelle.
Fanlac est exposée au risque de feu de forêt. L’arrêté préfectoral du 14 mars 2013 fixe les conditions de pratique des incinérations et de brûlage dans un objectif de réduire le risque de départs d’incendie. À ce titre, des périodes sont déterminées : interdiction totale du 15 février au 15 mai et du 15 juin au 15 octobre, utilisation réglementée du 16 mai au 14 juin et du 16 octobre au 14 février. En septembre 2020, un plan inter-départemental de protection des forêts contre les incendies (PidPFCI) a été adopté pour la période 2019-2029,.

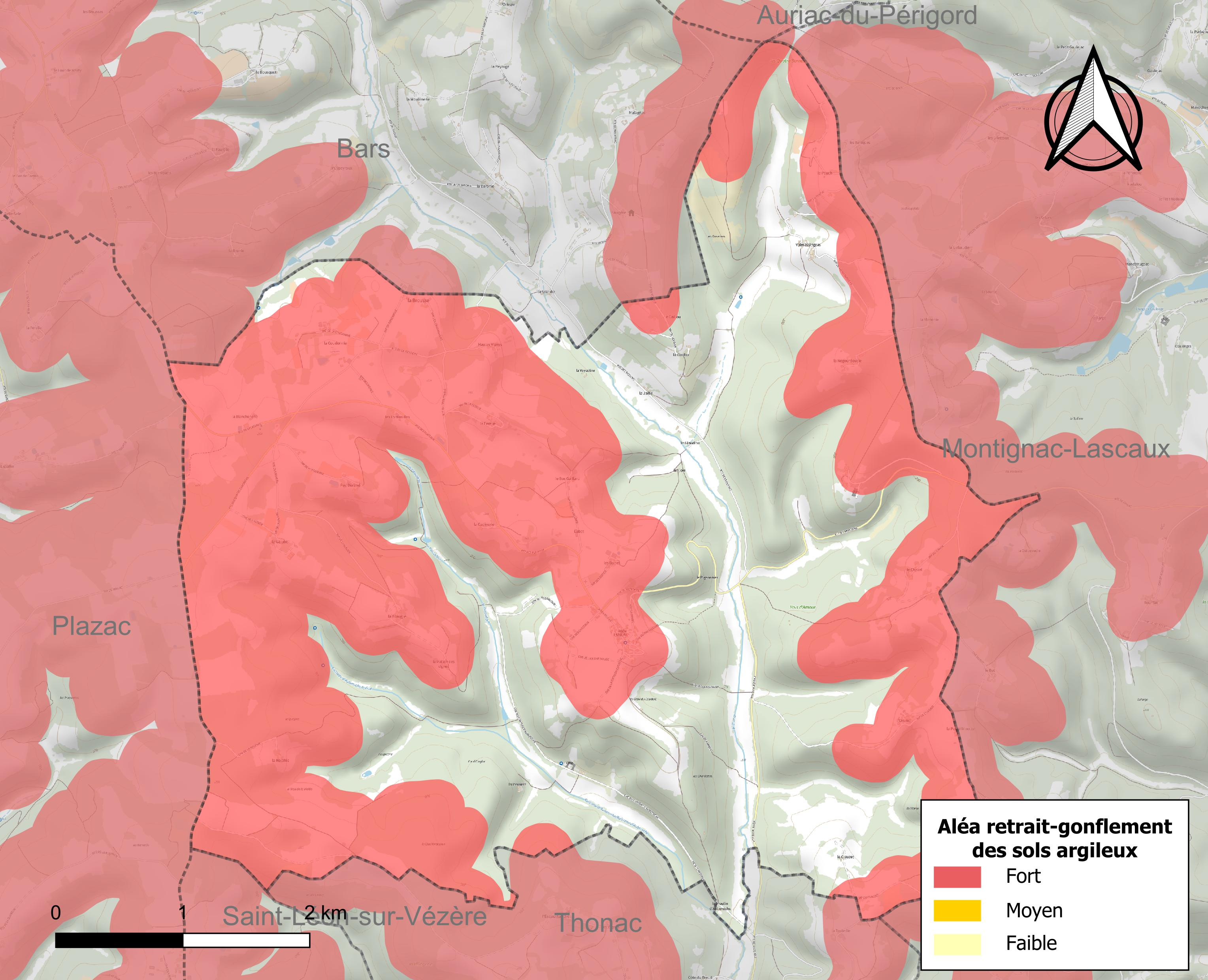
Carte des zones d'aléa retrait-gonflement des sols argileux de Fanlac.

Les mouvements de terrains susceptibles de se produire sur la commune sont des tassements différentiels. Le retrait-gonflement des sols argileux est susceptible d'engendrer des dommages importants aux bâtiments en cas d’alternance de périodes de sécheresse et de pluie. 55,1 % de la superficie communale est en aléa moyen ou fort (58,6 % au niveau départemental et 48,5 % au niveau national métropolitain). Depuis le 1er octobre 2020, en application de la loi ÉLAN, différentes contraintes s'imposent aux vendeurs, maîtres d'ouvrages ou constructeurs de biens situés dans une zone classée en aléa moyen ou fort,.
La commune a été reconnue en état de catastrophe naturelle au titre des dommages causés par les inondations et coulées de boue survenues en 1982, 1983, 1999 et 2008, par la sécheresse en 1989, 2005 et 2011 et par des mouvements de terrain en 1999.

## Toponymie
La commune tirerait son nom soit de Famulus, nom de personnage gallo-roman, ou gaulois Fanula, suivi du suffixe -acum, indiquant le domaine de Famulus, ou celui de Fanula.
En français comme en occitan limousin, le nom de la commune s'écrit de la même manière.
Les habitants de la commune se nomment les Fanlacois et les Fanlacoises.

## Histoire
La première mention écrite connue du lieu date du XIIIe siècle sous la forme Fallacum.
L'église du village est construite au XIIe siècle et un couvent de sœurs bénédictines y est fondé en 1625.
Au Moyen Âge, Fanlac est une paroisse dépendant de la châtellenie de Montignac.
De la fin du XVIIe au XIXe siècle, Fanlac se trouve sur la route des canons. Cette route part de la Forge d'Ans où se fabriquaient des canons pour aboutir à l’embarcadère du Moustier.
Dans le cimetière de la commune se trouve le tombeau de la famille de Lostanges, famille qui a ses origines dans la commune de Lostanges en Corrèze.

### Seconde Guerre mondiale

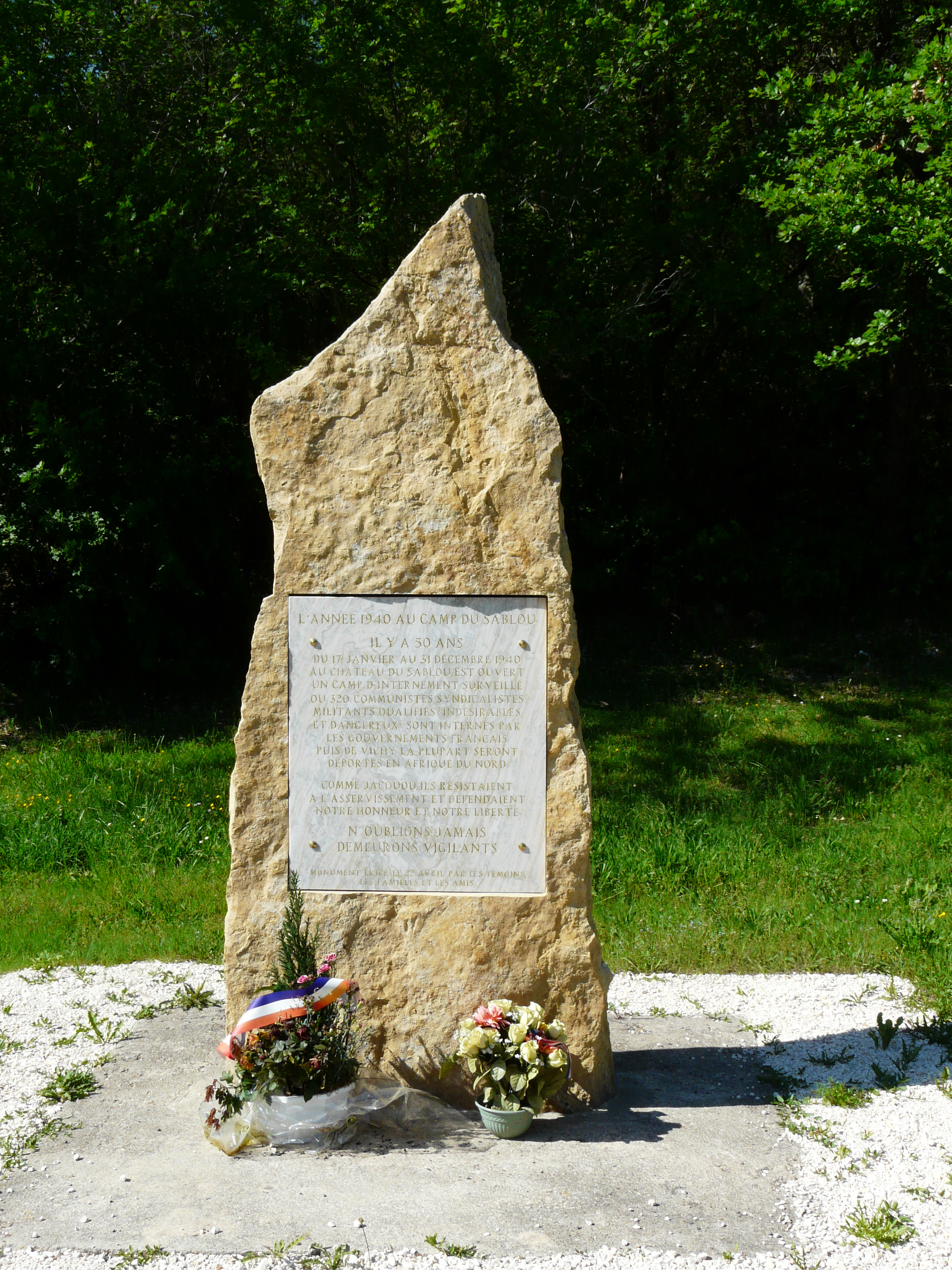
La stèle du Sablou.

Fanlac fut chargée d’histoire durant la Seconde Guerre mondiale.
Le château du Sablou fut un camp d'internement pour les « indésirables français communistes », autonomistes alsaciens et tziganes durant l'année 1940. Une stèle commémore cet événement au bord de la route reliant Fanlac à Montignac.
De plus, une ferme isolée devint un haut lieu de la Résistance. Ses propriétaires, qui avaient quitté les lieux auparavant, payèrent de leur vie l’aide apportée aux maquisards. Gabriel et Jeanne Aubarbier habitaient à Lespicerie, vieille ferme dans la forêt, à l'ouest du bourg, en allant vers le Bos de Plazac. Aucun de leurs enfants ne souhaitant reprendre l'exploitation et se sentant trop isolés, ils décidèrent en 1941 de quitter leur ferme pour venir s’installer dans le bourg de Fanlac. La ferme se trouva donc inoccupée.
Fin 1942, début 1943, la Résistance commençait à se former en Dordogne comme partout ailleurs en France. Lespicerie, du fait de sa situation géographique, apparut très vite comme un endroit stratégique pour s’y cacher. Les résistants informèrent Gabriel Aubarbier de leur intention, celui-ci ne pouvant refuser. Les maquisards s’emparèrent du lieu qui devint l’école des cadres des Francs-tireurs et partisans français (FTPF). Il est évident que ce lieu eut une importance capitale, de nombreux résistants y trouvant une formation avant de rejoindre d’autres points de résistance.
L’hiver 1943-1944 fut fatal. La cheminée qui réchauffait les maquisards laissait aussi s’échapper la fumée qui était alors visible sur les coteaux alentour et certains voisins de ces coteaux dénoncèrent les maquisards. C’est alors que le 20 mars 1944, un convoi de soldats allemands arriva à Fanlac. La ferme de Lespicerie fut découverte et aussitôt bombardée mais les résistants eurent le temps de s’en échapper.
Les soldats allemands vinrent alors au bourg, cernant tout le village. Les Fanlacois étaient apeurés, cloîtrés dans leur maison. Les Allemands perquisitionnèrent et pillèrent toutes les maisons à la recherche des soi-disant « terroristes ». Ne trouvant rien, les soldats allemands repartirent dans la matinée mais revinrent l’après-midi et se dirigèrent chez les époux Aubarbier qui furent tués. Ensuite, les soldats allemands mirent le feu à la maison, brûlèrent les corps et réquisitionnèrent quelques hommes pour que le feu ne se propageât pas plus loin, avant de repartir.
Deux plaques honorent la mémoire des époux Aubarbier : une sur la façade occidentale de l’église, l’autre sur le mur de leur maison brûlée, dans le village de Fanlac.

### Tournage deJacquou le Croquant

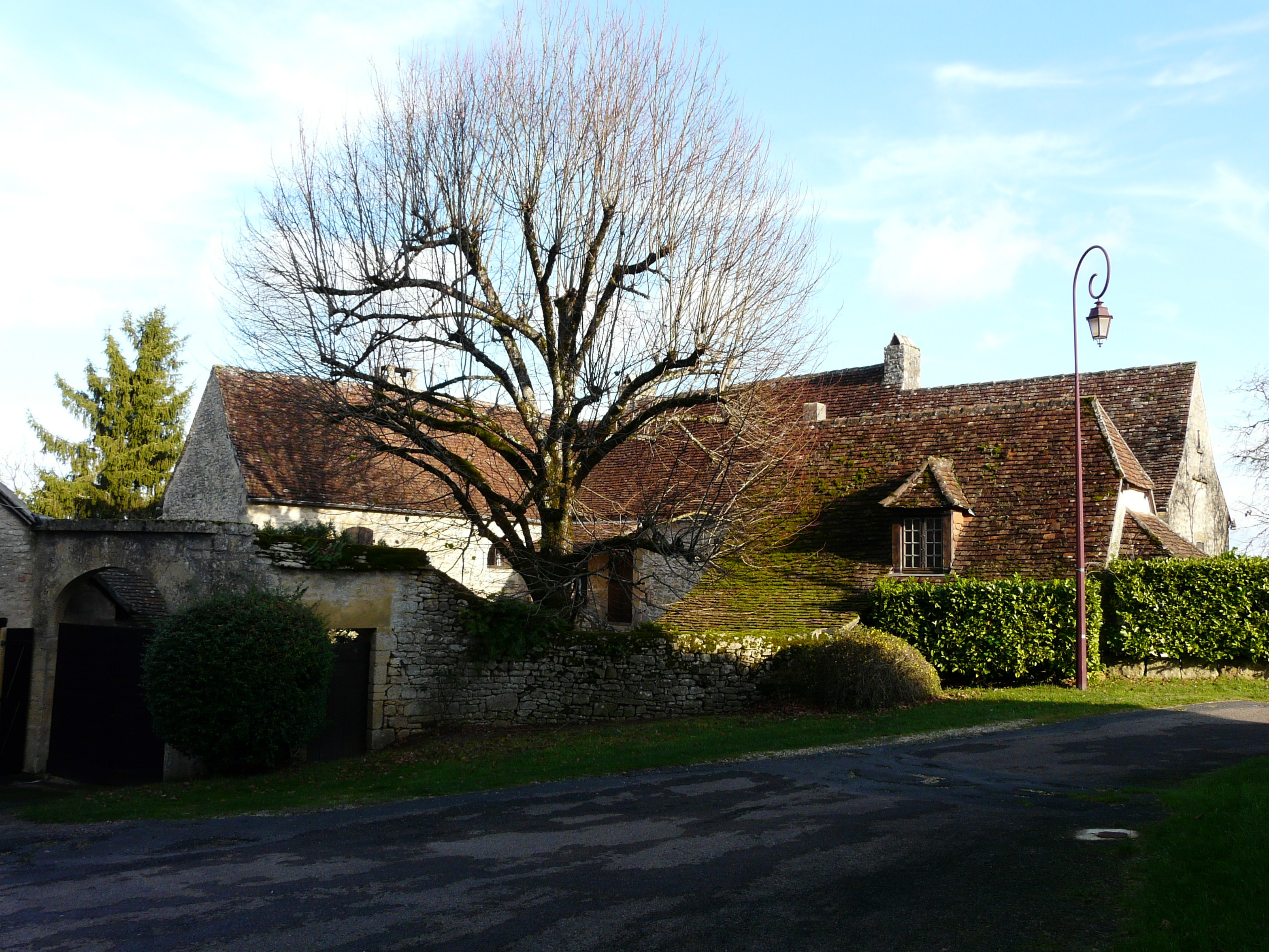
La « maison du curé Bonnal ».

Le village de Fanlac fut révélé au grand public à la suite de la diffusion du feuilleton télévisé Jacquou le Croquant en 1969, adaptation cinématographique par Stellio Lorenzi de l'œuvre d'Eugène Le Roy. Tourner un film à Fanlac à l'époque se révéla être un divertissement pour ses habitants, et les Fanlacois furent nombreux parmi les figurants. À la suite de la diffusion du feuilleton, nombre de touristes visitèrent le village en cherchant « où est la maison de Jacquou ? », question maintes fois posée. De cette fameuse maison, il ne reste rien aujourd'hui.

## Politique et administration

### Rattachements administratifs et électoraux
Dès 1790, la commune de Fanlac a été rattachée au canton de Montignac qui dépendait du district de Montignac jusqu'en 1795, date de suppression des districts. En 1801, le canton dépend de l'arrondissement de Sarlat (devenu l'arrondissement de Sarlat-la-Canéda en 1965).
Dans le cadre de la réforme de 2014 définie par le décret du 21 février 2014, ce canton disparaît aux élections départementales de mars 2015. La commune est alors rattachée au canton de la Vallée de l'Homme dont le bureau centralisateur reste à Montignac.

### Intercommunalité
Fin 2001, Fanlac intègre dès sa création la communauté de communes de la Vallée de la Vézère. Celle-ci est dissoute au 31 décembre 2013 et remplacée au 1er janvier 2014 par la communauté de communes de la Vallée de l'Homme.

### Administration municipale
La population de la commune étant comprise entre 100 et 499 habitants au recensement de 2017, onze conseillers municipaux ont été élus en 2020,.

### Liste des maires

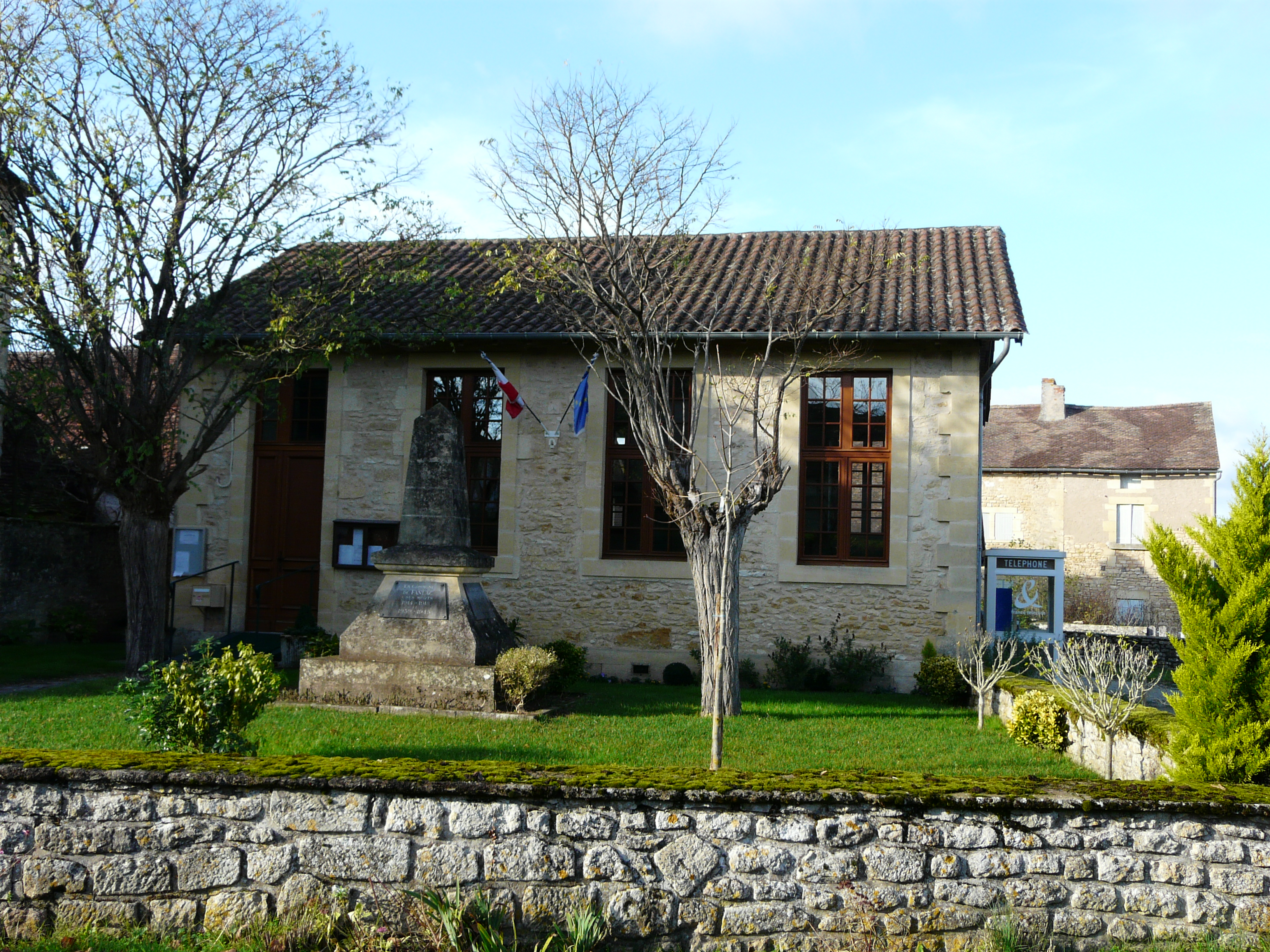
La mairie.

| Période                                  | Période       | Identité                   | Étiquette   | Qualité       |
| ---------------------------------------- | ------------- | -------------------------- | ----------- | ------------- |
| Les données manquantes sont à compléter. |               |                            |             |               |
| 1792                                     | 1799          | Jacques Dujarit            |             |               |
| 1799                                     | 1810          | Jean Requier-Labrousse     |             |               |
| 1810                                     | 1819          | Christophe Laroche         |             |               |
| 1819                                     | 1821          | Pierre Laroche-Laroudonie  |             |               |
| 1821                                     | 1848          | Pierre Joseph de Floirac   |             |               |
| 1848                                     | 1866          | Edmond de Floirac          |             |               |
| 1866                                     | 1867          | Jean Audy                  |             |               |
| 1867                                     | 1870          | Jean Paul Bouyssou         |             |               |
| 1870                                     | 1887          | Edmond de Floirac          |             |               |
| 1887                                     | 1888          | Jean Baney                 |             |               |
| 1888                                     | 1890          | Henri-Charles de Lostanges |             |               |
| 1891                                     | 1904          | Jean Baney                 |             |               |
| mai 1904                                 | mars 1906     | Henri-Gaston de Lostanges  |             |               |
| juin 1906                                | décembre 1919 | Georges Védrenne-Lacombe   |             |               |
| décembre 1919                            | mai 1935      | Calixte Audy               |             |               |
| mai 1935                                 | 1944          | Maxime Audy                |             |               |
| 1944                                     | octobre 1951  | Sylvain Blondy             |             |               |
| décembre 1951                            | mai 1953      | Gérard Blondy              |             |               |
| mai 1953                                 | novembre 1983 | Georges Berbesson          |             |               |
| décembre 1983                            | janvier 2007  | Guy Berbesson              |             |               |
| janvier 2007                             | mars 2008     | Daniel Sautier             |             |               |
| mars 2008 (réélue en juillet 2020)       | En cours      | Anne Roger                 | SE puis DVD | Restauratrice |

### Politique environnementale
Dans son palmarès 2024, le Conseil national de villes et villages fleuris de France a attribué une fleur à la commune.

## Équipements et services publics

### Enseignement
En 2014, Fanlac n'ayant plus d'école primaire, les élèves de la commune se rendent à Montignac.

### Justice
Dans le domaine judiciaire, Fanlac relève : 
- du tribunal judiciaire, du tribunal pour enfants, du conseil de prud'hommes et du tribunal de commerce de Périgueux ;
- du pôle Nationalité du tribunal judiciaire de Périgueux (compétent uniquement dans le domaine de la nationalité) ;
- de la cour d'appel, du tribunal administratif et de la  cour administrative d'appel de Bordeaux.

## Population et société

### Démographie
L'évolution du nombre d'habitants est connue à travers les recensements de la population effectués dans la commune depuis 1793. Pour les communes de moins de 10 000 habitants, une enquête de recensement portant sur toute la population est réalisée tous les cinq ans, les populations de référence des années intermédiaires étant quant à elles estimées par interpolation ou extrapolation. Pour la commune, le premier recensement exhaustif entrant dans le cadre du nouveau dispositif a été réalisé en 2007.

En 2022, la commune comptait 137 habitants, en évolution de +1,48 % par rapport à 2016 (Dordogne : +0,37 %, France hors Mayotte : +2,11 %).
| 1793 | 1800 | 1806 | 1821 | 1831 | 1836 | 1841 | 1846 | 1851 |
| ---- | ---- | ---- | ---- | ---- | ---- | ---- | ---- | ---- |
| 525  | 408  | 589  | 548  | 508  | 503  | 516  | 525  | 630  |

| 1856 | 1861 | 1866 | 1872 | 1876 | 1881 | 1886 | 1891 | 1896 |
| ---- | ---- | ---- | ---- | ---- | ---- | ---- | ---- | ---- |
| 654  | 604  | 634  | 511  | 522  | 493  | 480  | 430  | 392  |

| 1901 | 1906 | 1911 | 1921 | 1926 | 1931 | 1936 | 1946 | 1954 |
| ---- | ---- | ---- | ---- | ---- | ---- | ---- | ---- | ---- |
| 371  | 338  | 337  | 265  | 288  | 262  | 245  | 208  | 207  |

| 1962 | 1968 | 1975 | 1982 | 1990 | 1999 | 2006 | 2007 | 2012 |
| ---- | ---- | ---- | ---- | ---- | ---- | ---- | ---- | ---- |
| 205  | 170  | 144  | 147  | 158  | 142  | 142  | 142  | 130  |

| 2017 | 2022 | - | - | - | - | - | - | - |
| ---- | ---- | - | - | - | - | - | - | - |
| 139  | 137  | - | - | - | - | - | - | - |

## Économie

### Emploi
En 2015, parmi la population communale comprise entre 15 et 64 ans, les actifs représentent quarante-six personnes, soit 35,1 % de la population municipale. Le nombre de chômeurs (sept) a diminué par rapport à 2010 (dix) et le taux de chômage de cette population active s'établit à 14,3 %.

### Établissements
Au 31 décembre 2015, la commune compte vingt établissements, dont huit au niveau des commerces, transports ou services, six dans l'agriculture, la sylviculture ou la pêche, trois dans l'industrie, deux dans la construction, et un relatif au secteur administratif.

## Culture locale et patrimoine

### Lieux et monuments
- Château d'Auberoche des XIVe et XVIIe siècles, inscrit au titre des monuments historiques depuis 1962[64].
- Château du Sablou, XVIIe au XIXe siècle. De janvier à décembre 1940, il a servi de camp d'internement pour les militants communistes[65]. En contrebas du château, près du pont de Fanlac sur le Thonac, une stèle commémore cet épisode de la Seconde Guerre mondiale.
- L'ancienne église Notre-Dame-de-la-Nativité[46] ensuite dénommée église de la Décollation-de-Saint-Jean-Baptiste[66], est une église romane fortifiée datant du XIIe siècle puis remaniée aux XVIIe et XVIIIe siècles. Sur le côté gauche, se trouve une sculpture dans le mur, représentant Jean de La Jalage, qui eut le bras tranché par une hache d’arme en défendant l’édifice contre les Anglais durant la guerre de Cent Ans. Curieusement, la pierre comprenant la sculpture de son bras se trouve à l’intérieur du château d’Auberoche, propriété privée située dans les vallons de Fanlac. L'église est inscrite au titre des monuments historiques depuis 1970[45].
- Le village présente également une croix de calvaire du XIVe siècle inscrite au titre des monuments historiques depuis 1948[67] et un vieux puits à la margelle usée par les cordes des seaux. Pour l’anecdote, il se dit qu’une galerie souterraine partirait de sous l’église passant sous le puits pour se rendre au château d’Auberoche.
- À l’entrée du village, en venant de Bars, se trouve une croix de chemin. Deux autres croix de ce type se trouvent dans le village en suivant le sentier de grande randonnée GR 36.

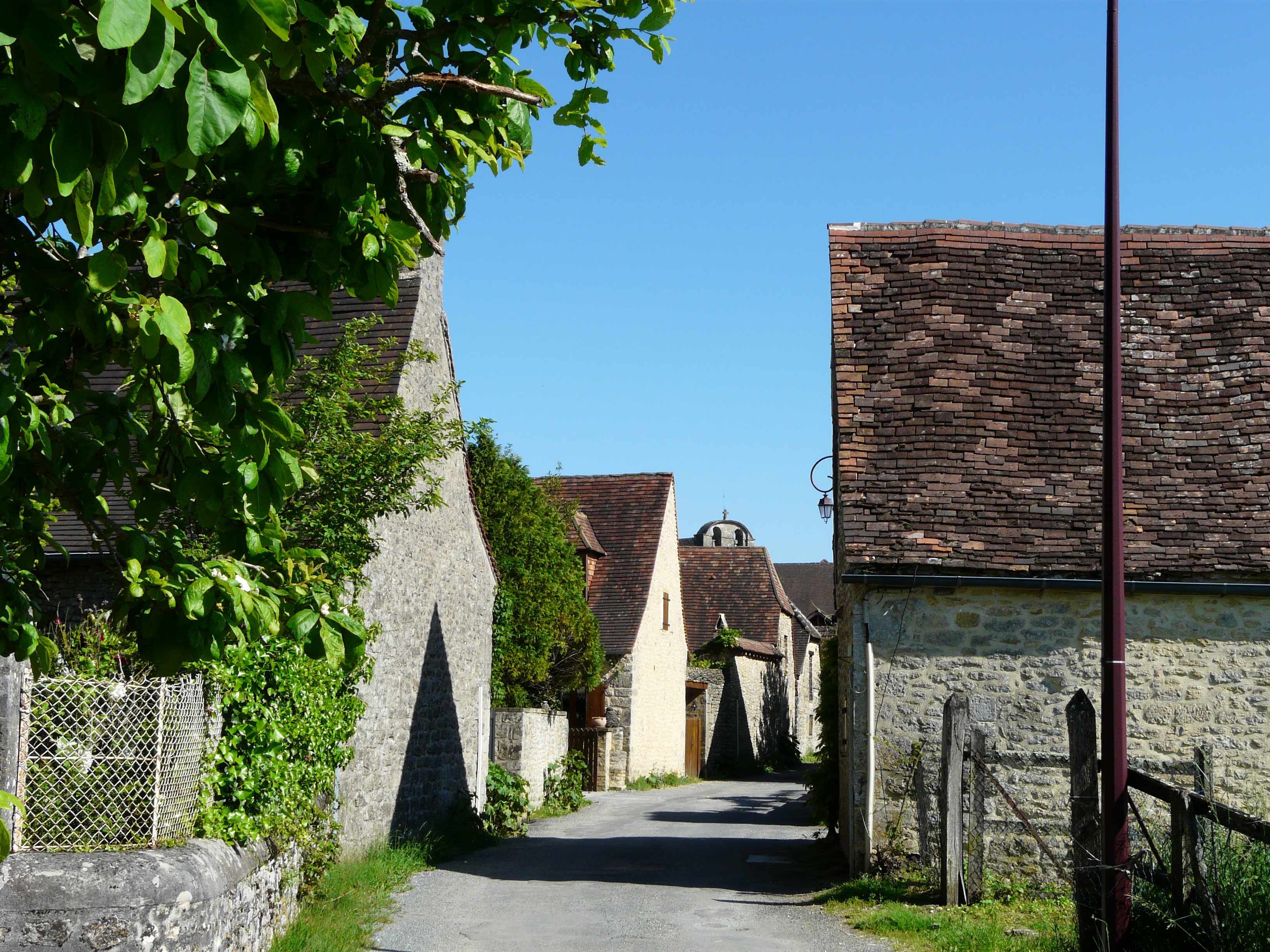
Une rue du village de Fanlac.
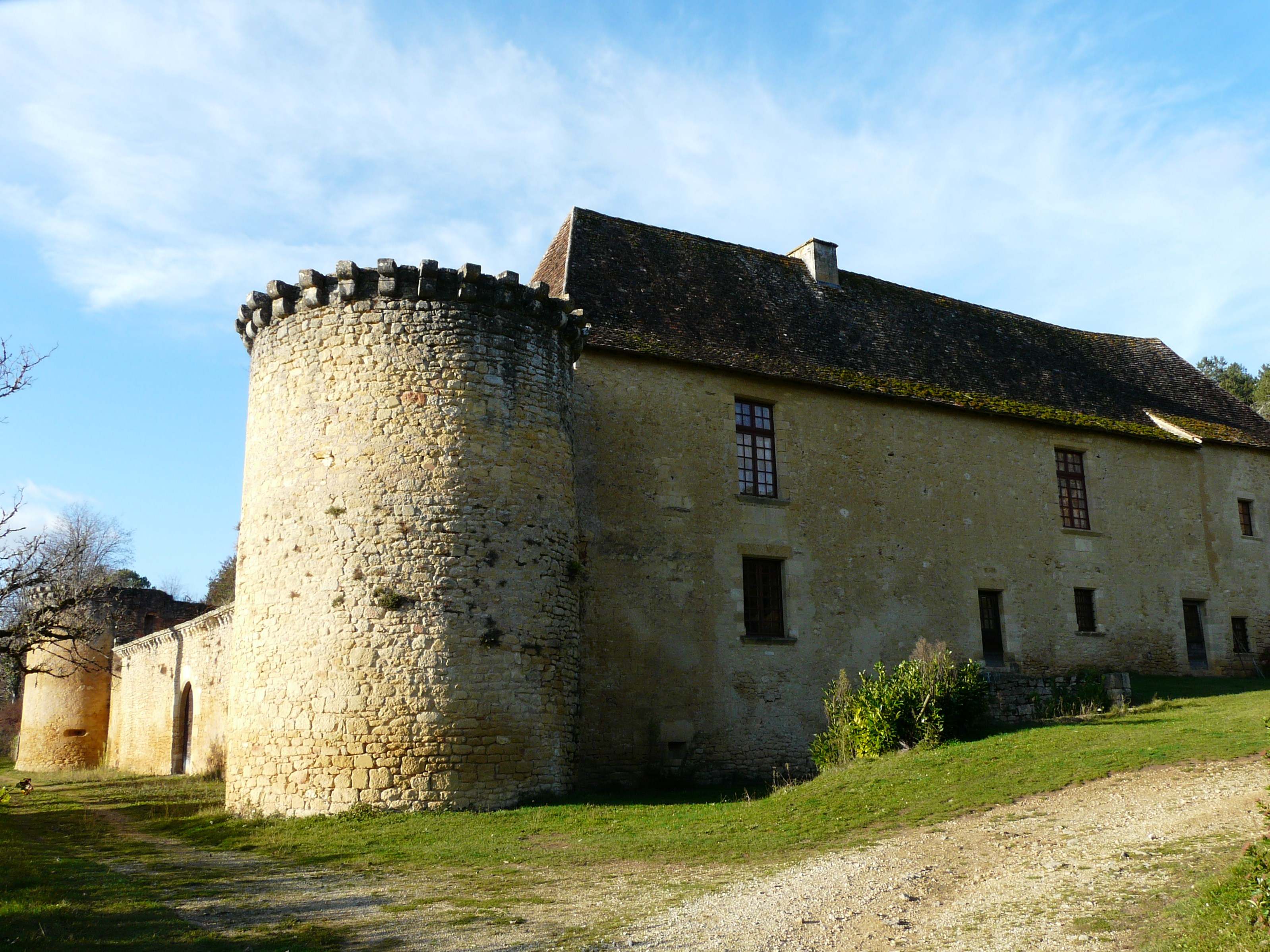
Le château d'Auberoche.
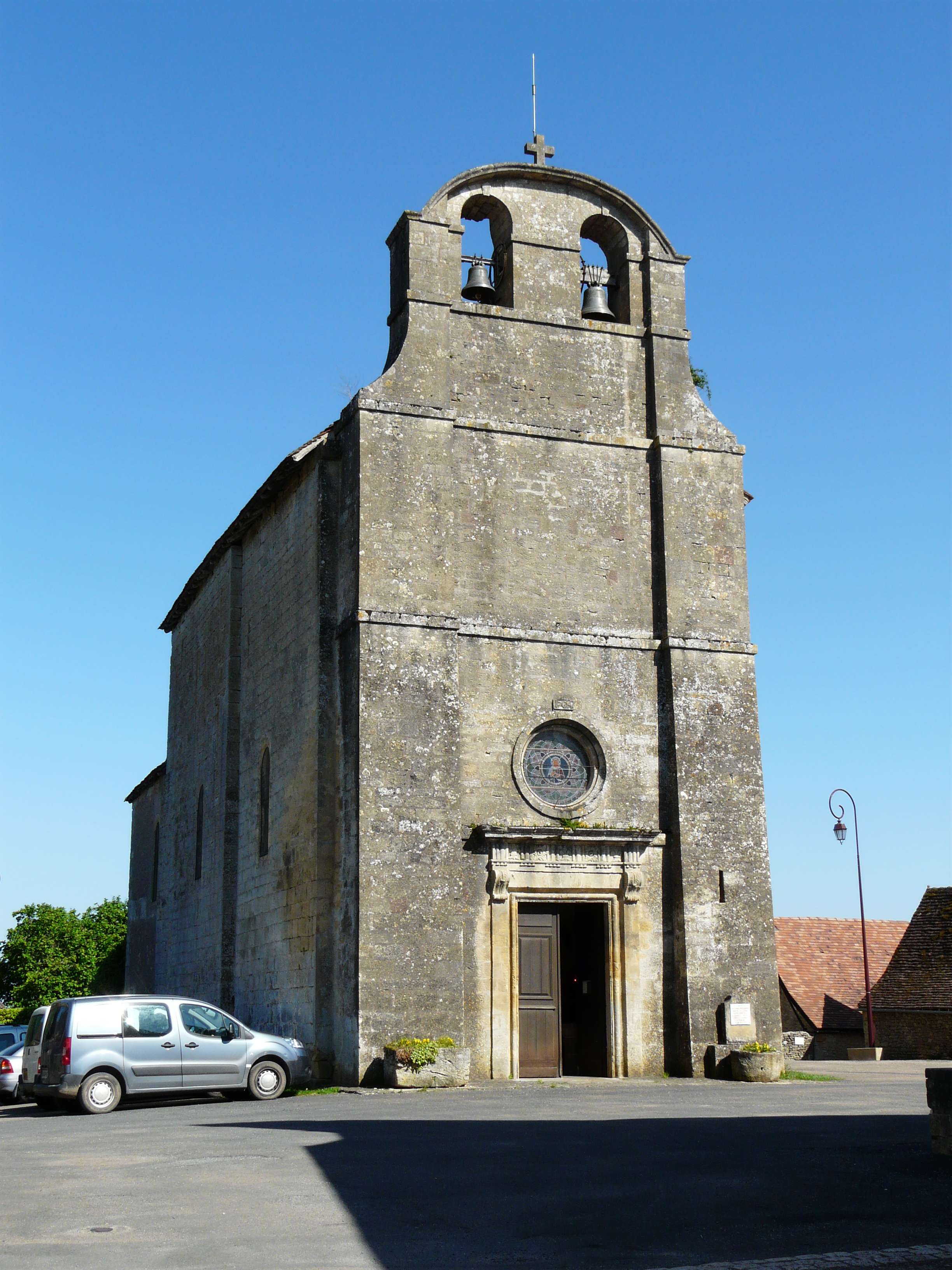
L'église.
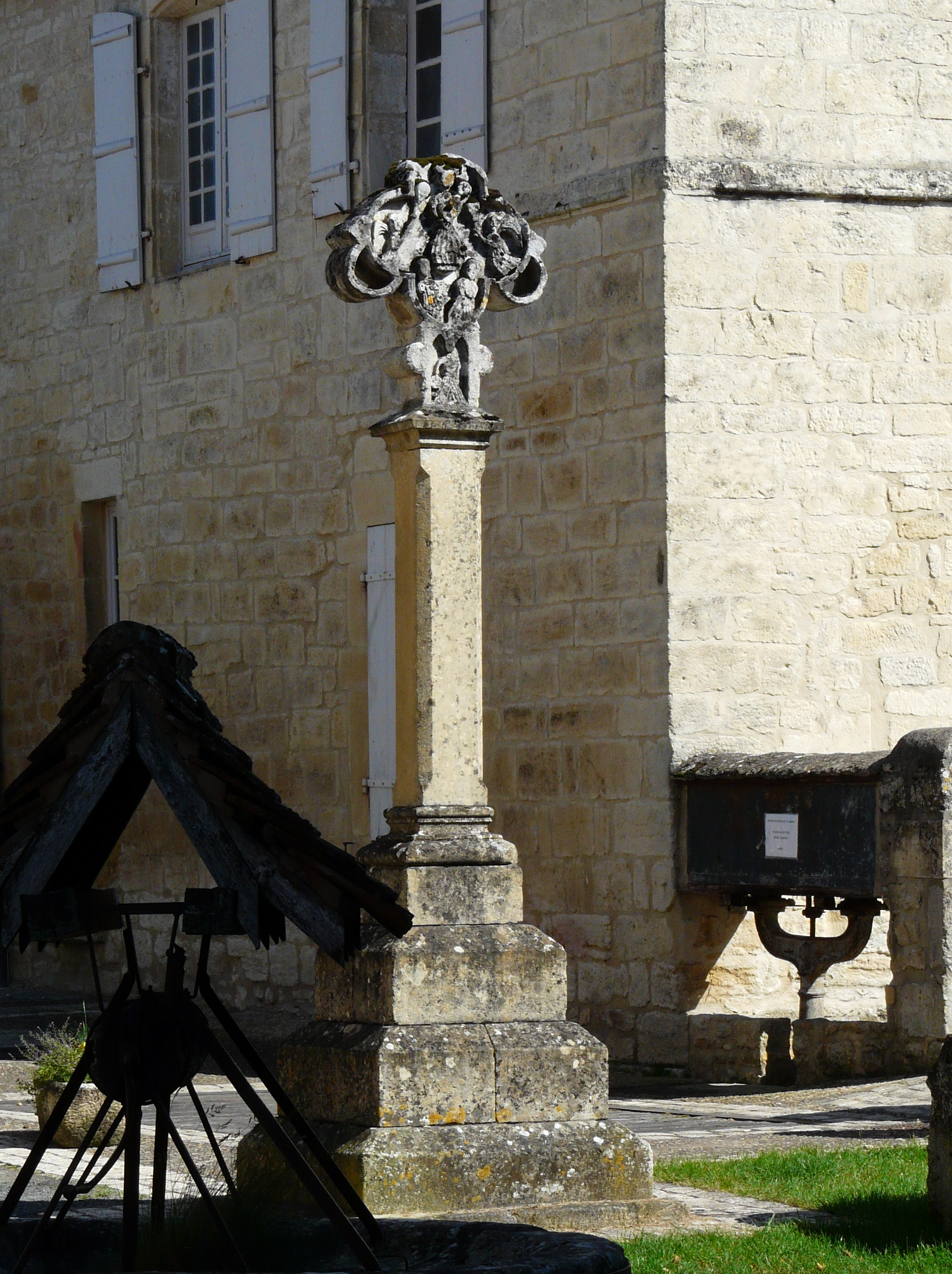
La croix sculptée du XIVe siècle.
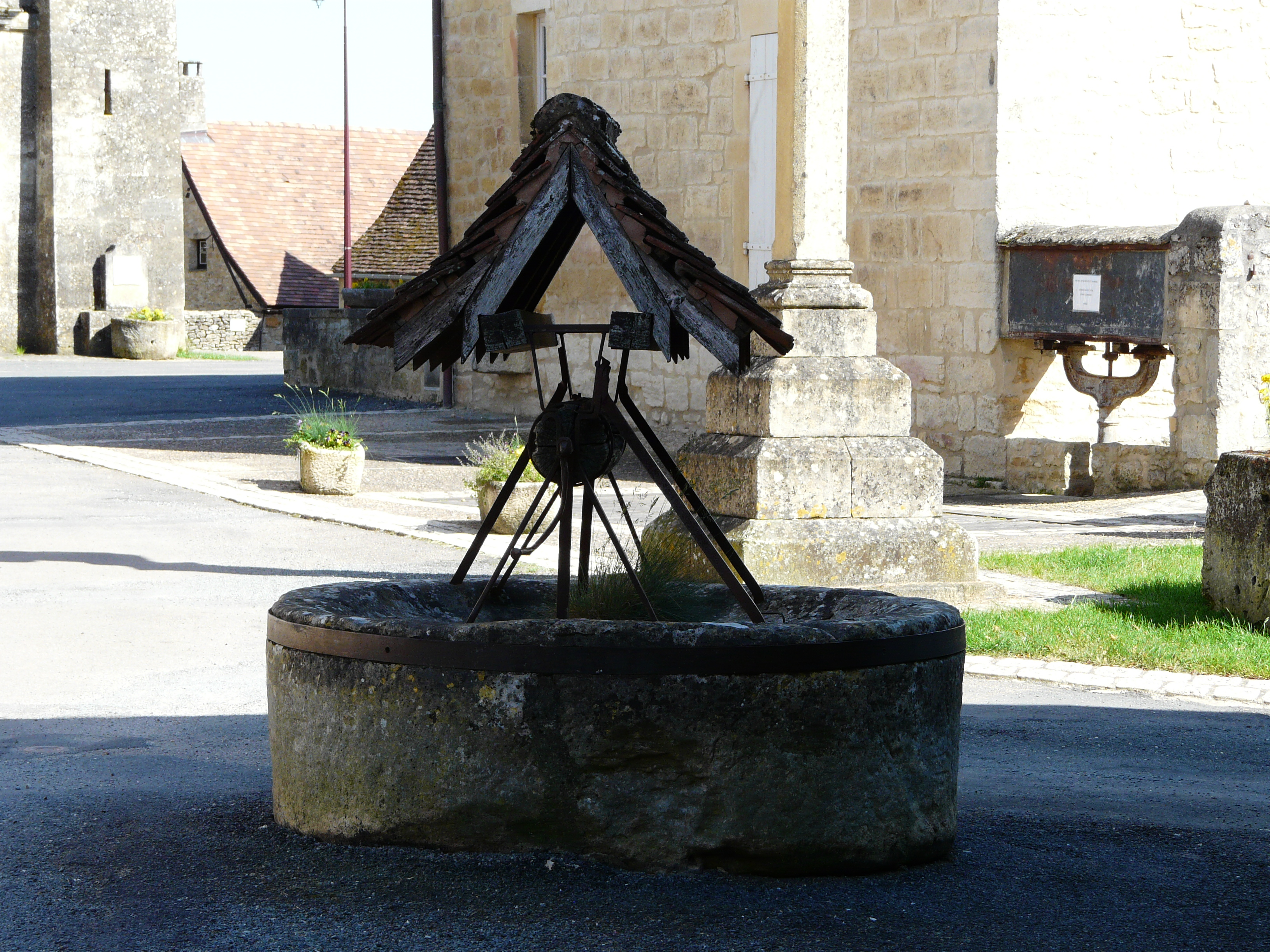
Puits dans le village.
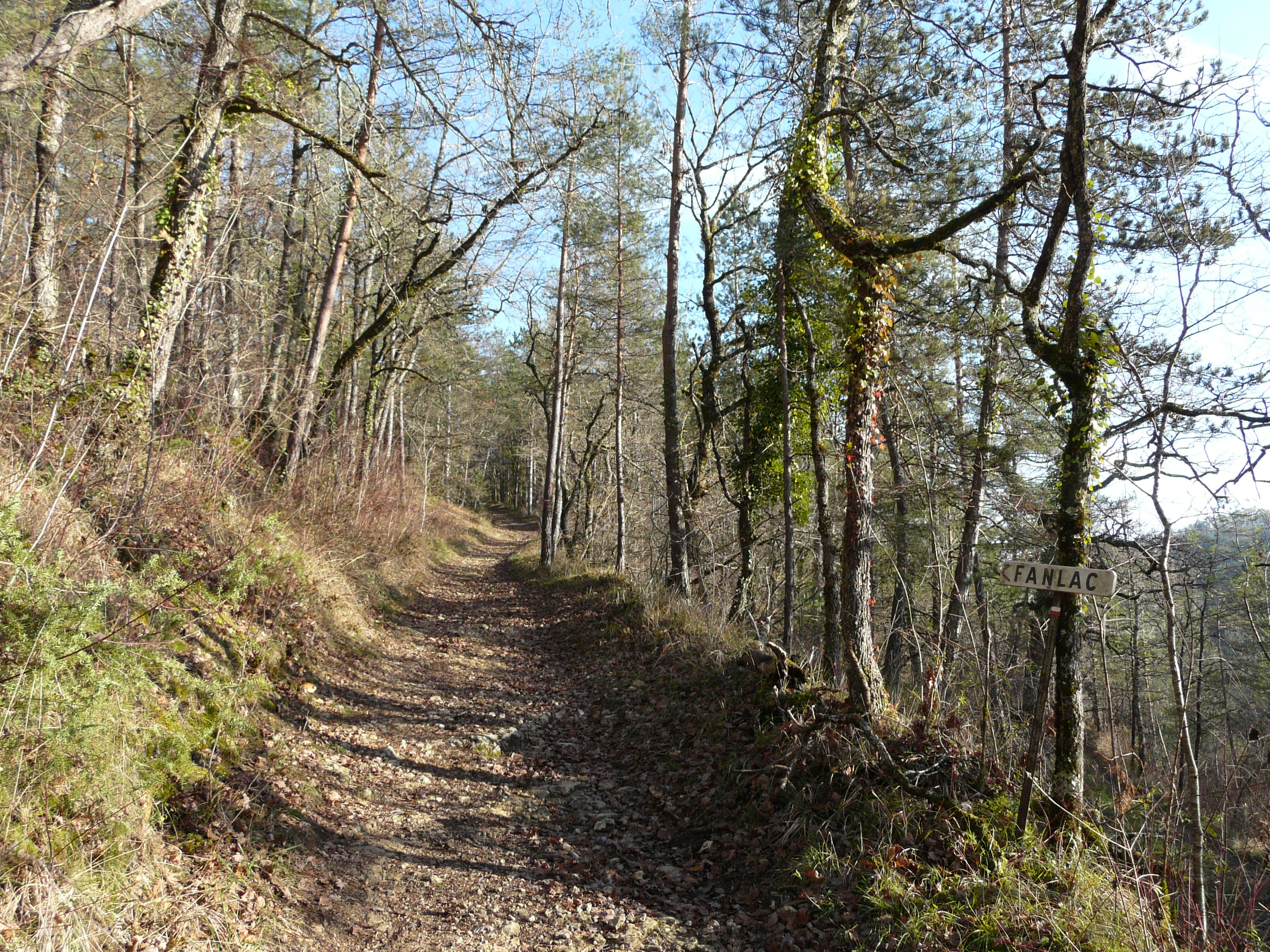
Le GR 36 près du château d'Auberoche.

### Patrimoine urbain
Sur quatorze hectares, le bourg de Fanlac est un site inscrit depuis 1971 pour son intérêt pittoresque.

### Personnalités liées à la commune
- Eugène Le Roy (1836-1907), écrivain, situe en grande partie l'action de son principal roman, Jacquou le Croquant, à Fanlac.

## Pour approfondir